# San Jerónimo de Naranjo
San Jerónimo es un distrito en el occidente del valle central de Costa Rica, perteneciente al cantón de Naranjo en la provincia de Alajuela. 

## Toponimia
Llamado así por San Jerónimo.

## Historia
Se funda como pueblo el 18 de diciembre de 1854, durante la gobernación de Juan Rafael Mora Porras, bajo la solicitud de varios vecinos al presidente. Los mismos piden el permiso de edificar una población dedicada a San Jerónimo, ya que los únicos pueblos de occidente en aquel entonces eran Grecia y San Ramón. Los primeros datos acerca de la población se dan a conocer en el censo de 1864, con 581 habitantes.
El 27 de julio de 1867 se crea el distrito de San Jerónimo que incluía a Sabanilla de Sarchí, el actual distrito de Cirrí Sur, La Palmita y Llano Bonito. Luego en 1915 se le agregan los territorios de Upala, Los Chiles y Guatuso, conformando hasta 1955, el distrito octavo del cantón de Grecia.
La primera ermita que se construye fue un galerón rústico de madera. A finales del siglo XIX se edifica un segundo templo, hecho en calicanto destruido por el terremoto de 1910.  En 1886 se funda la escuela y en 1889 se crea la oficina de correo y telégrafo, y comandancia de policía. 
Posterior al terremoto se construyó un tercer templo en zócalo y metal. En 1972 Inicia la construcción del actual templo, con una arquitectura moderna brutalista. El cual cuenta con un altar de estilo colonial. Otros altares coloniales en el país se encuentran en la Iglesia de Orosi, Iglesia de San Blas de Nicoya, iglesia de San Miguel del cantón de Escazú, iglesia de Quircot del cantón de Cartago y Parroquia San Bartolomé Apóstol en el cantón de Barva.
En 1949 se creó el cantón de Valverde Vega, actualmente conocido como cantón de Sarchí. Este hecho motivó la convocatoria a un plebiscito el 18 de octubre de 1955, con el fin de que la comunidad decidiera a qué cantón deseaba pertenecer, ya que desde su origen San Jerónimo había formado parte del cantón de Grecia.
Como resultado del plebiscito, ese mismo año San Jerónimo fue incorporado oficialmente como el quinto distrito del cantón de Naranjo.
En el ámbito eclesiástico, desde 1910 San Jerónimo formó parte de la parroquia de Sarchí. Sin embargo, fue hasta mediados de la década de 1970, por iniciativa de los propios vecinos, que la comunidad pasó a integrarse a la parroquia de Naranjo.

## Geografía
San Jerónimo cuenta con un área de 9,05 km² y una altitud media de 1110 m s. n. m.

## Demografía
Para el año 2022, San Jerónimo cuenta con una población estimada de 3983 habitantes, y para el último censo efectuado, en 2011, San Jerónimo contaba con una población de 3264 habitantes.

## Localidades
- Barrios: Puebla
- Poblados: Robles, Tacacal.
- Caseríos: San Jerónimo (centro), Pueblo Nuevo (urbanización), La Hacienda, Bajo Viudas

## Economía
Dentro de sus principales cultivos se encuentra el café, el cual durante muchos años fue la principal fuente de sustento de esta localidad.

## Transporte

### Carreteras
Al distrito lo atraviesan las siguientes rutas nacionales de carretera:
- Ruta nacional 710, que se encuentra entre el cantón de Naranjo y el cantón de Sarchí.